# Domenico Cigna
Domenico Salvatore Cigna (Canicattì, 28 luglio 1878 – Agrigento, 13 aprile 1946) è stato un politico, giurista e giornalista italiano.

## Biografia
Si laureò in giurisprudenza ed esercitò la professione di avvocato penalista. A fine Ottocento aderì al Partito socialista italiano e ad inizio secolo ne divenne dirigente nella sua città.
Fondò e diresse diversi giornali a carattere locale e provinciale: "La Folgore Socialista", "Il Ranocchio", "Le spighe". Nel 1921 fu eletto deputato al Parlamento Italiano (XXVI legislatura).
Scrisse diversi libri di diritto.
Antifascista, aderì, sulle posizioni di Antonino Varvaro, al Movimento Indipendentista Siciliano guidato da Andrea Finocchiaro Aprile. Morì ad Agrigento il 13 aprile 1946.

## Opere

### Opere giuridiche
- I reati di sesso nel matrimonio, Stamp. Montes, Girgenti, 1911 (Bocca, Torino, 1912)
- Il positivismo criminale, Società editrice libraria, Milano, 1913
- Le azioni civili da reato in sede penale, Società editrice libraria, Milano, 1914
- I limiti e le riserve della parte nella riconciliazione incompatibile con la querela, Unione Tipografico-Editrice, Torino, 1915
- Il reato di bancarotta e la responsabilità del padre nella gestione del minorenne, Unione Tipografico-Editrice, Torino, 1915
- Le circostanze del reato nella dottrina, nella legge, nella storia, Società editrice libraria, Milano, 1916
- Maturità e sufficienza di prova nel diritto processuale positivo, Unione Tipografico-Editrice, Torino, 1917
- La querela circostanza di reato, Unione Tipografico-Editrice, Torino, 1919
- Le circostanze di reato nella critica giuridica e storica, Unione Tipografico-Editrice, Torino, 1919
- Le circostanze procedurali, Unione Tipografico-Editrice, Torino, 1919
- La riforma positivista del diritto penale, Tip. F. Montes, Girgenti, 1920
- Il sistema delle circostanze di reato nel diritto positivo, Unione Tipografico-Editrice, Torino, 1920
- Positivismo e Diritto: sintesi di riforma penale; con postille e critiche di Cordova, De Marsico, Ferri, Lucchini e Massari, Trimarchi, Palermo, 1921
- Maria Giudice di vent'anni, assassinata a 7 agosto 1936. Memoria di parte civile, Tip. Dima e C., Agrigento, 1939
- Maturità e sufficienza di prove nel diritto processuale positivo Unione Tipografico-Editrice, Torino, 1920

### Altre opere
- Così la vita, P. Maglione, Roma, 1935
- In automobile: Raccolta di prose e versi automobilistici con pupazzetti di Cimabuco (Nino Rosselli), Palermo, R. Sandron, (Agrigento, F. Montes), 1928
- Il caso Cigna per il pubblico e per le sezioni socialiste e comuniste, Tipografia Arti Grafiche, Agrigento, 1944